# Zalophus wollebaeki
Il leone marino delle Galapagos (Zalophus wollebaeki Sivertsen, 1953) è un mammifero della famiglia Otariidae che vive nelle isole Galápagos e in Ecuador.

## Descrizione

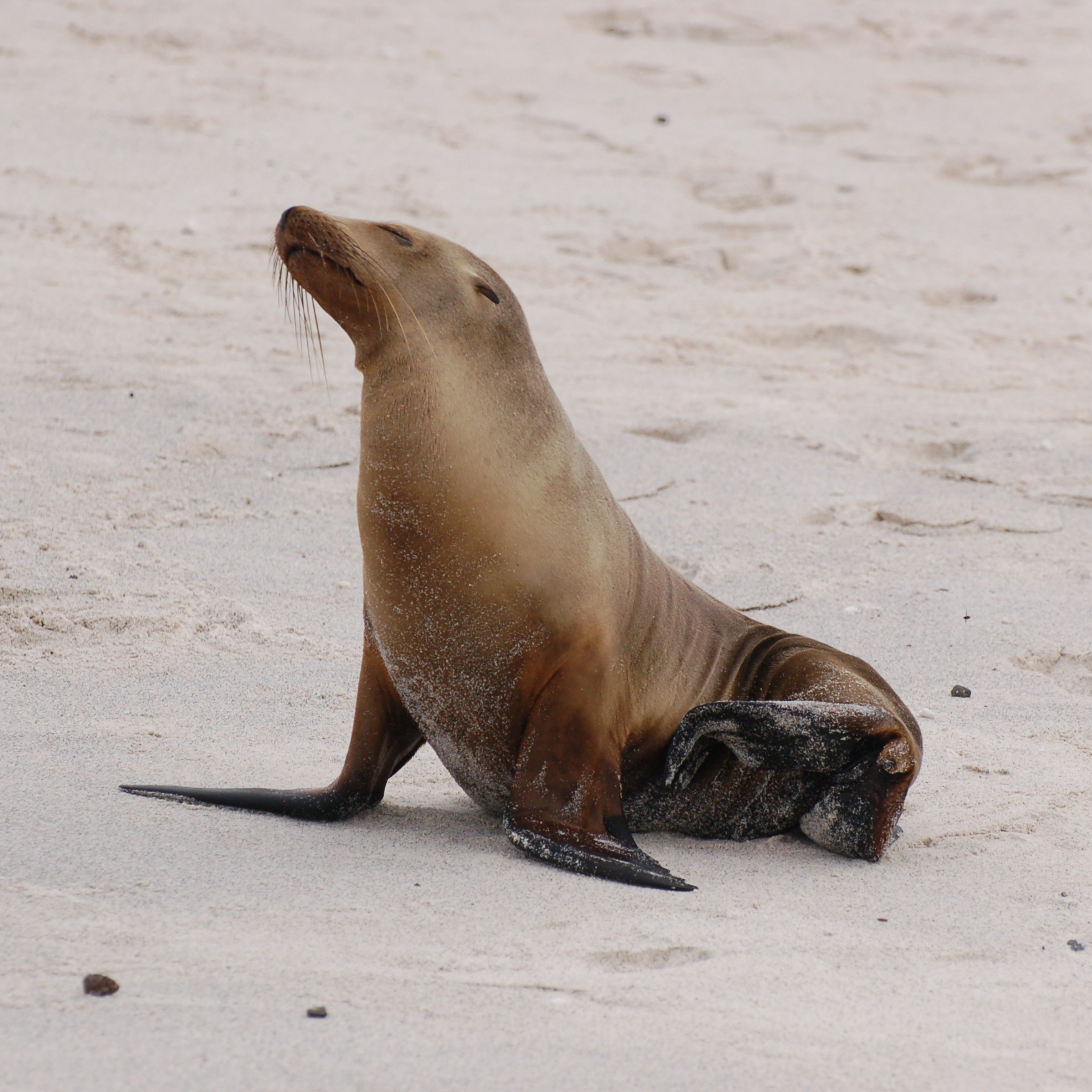
Un leone marino delle Galapagos

Adeguata al suo stile di vita semi-acquatico, il leone marino delle Galapagos, ha un corpo idrodinamico pinne robuste. Il maschio può essere lungo 200 - 250 cm e può pesare tra i 200 e i 400 kg mentre la femmina è lunga 150 - 200 cm e può pesare 50 - 110 kg. I maschi adulti hanno la pelliccia marrone scuro mentre le femmine sono di un colore leggermente più chiaro. Oltre che per dimensioni più elevate i maschi si distinguono dalle femmine per la fronte più ampia è per il colore della pelliccia della testa che è molto chiaro. I giovani sono di color marrone castagna e alla nascita pesano, circa, 75 kg.

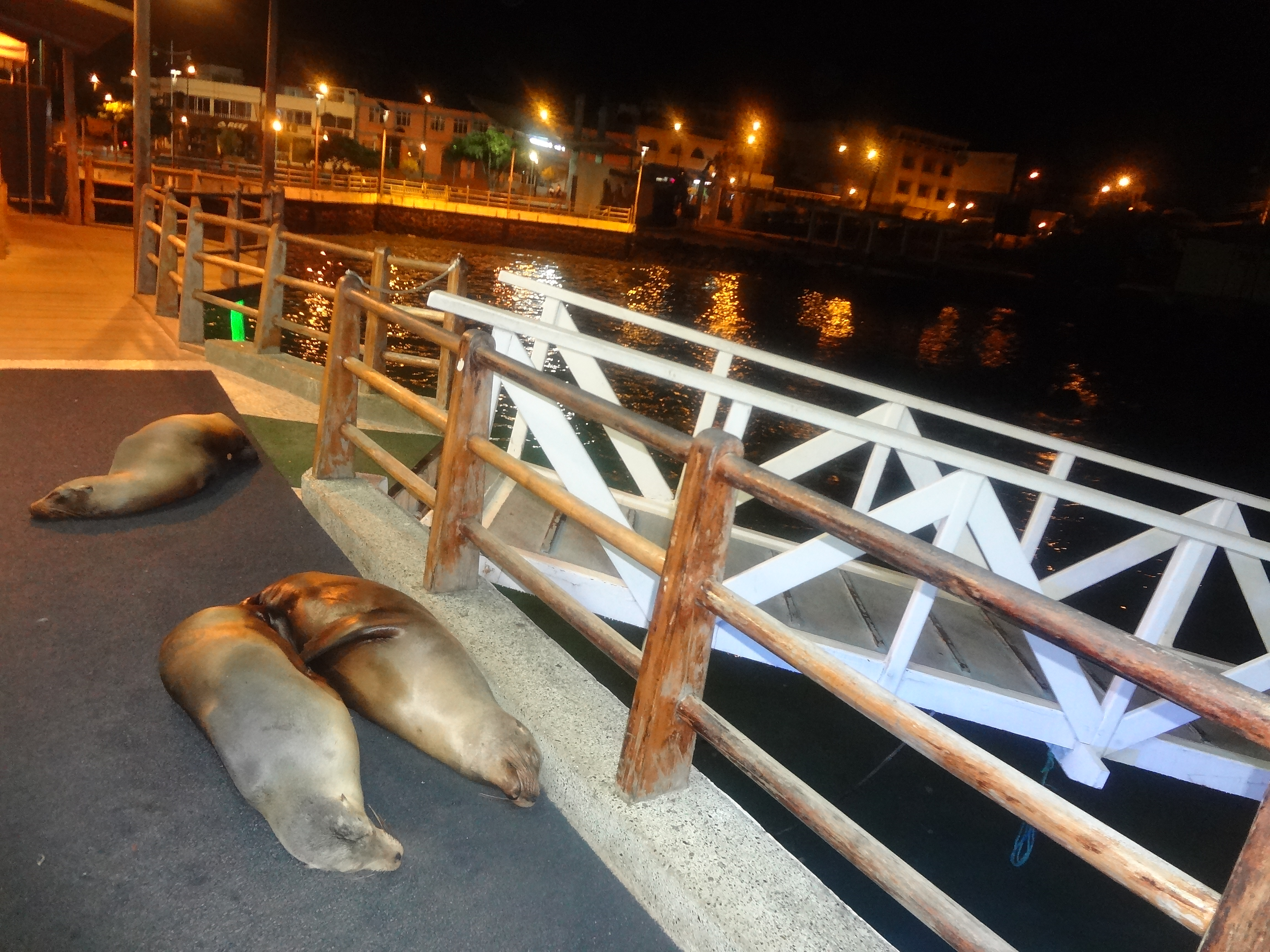
Puerto Ayora Galápagos Tre leoni marini delle Galapagos

## Biologia

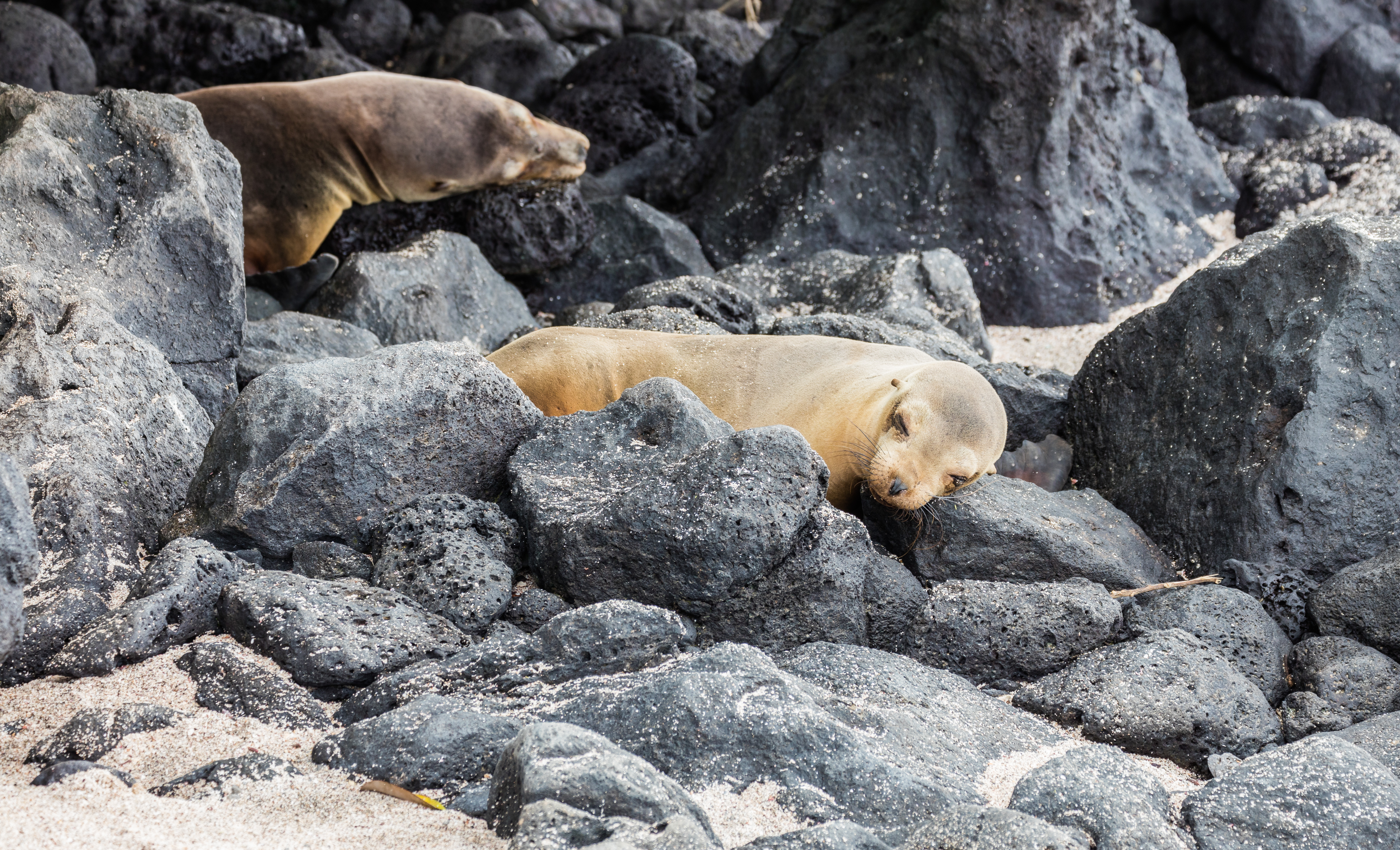
Un esemplare giovane

### Comportamento
I leoni marini delle Galapagos sono animali molto socievoli che formano colonie che possono arrivare a contare fino a 30 individui. Ogni colonia è dominata da un maschio dominante che difende con molta aggressività il suo territorio in modo da scacciare gli eventuali intrusi. All'interno del suo harem il maschio ha una posizione dominante su un gruppo compreso da 5 a 25 femmine. Le madri sono molto vigili e sorvegliano i loro piccoli in modo da tenerli lontani dai pericoli. Spesso le femmine fanno a turno per sorvegliare i cuccioli delle altre mentre queste sono a caccia. Il maschio oltre a scacciare gli intrusi ha il compito di avvertire il branco nel caso si stia avvicinando un predatore.

### Alimentazione
Gli individui sono attivi durante il giorno e la caccia avviene in acque poco profonde (fino a circa 200 metri di profondità) dove si nutrono di pesci, polpi, e crostacei.

### Riproduzione
La stagione riproduttiva non dipende dalle migrazioni, infatti questo animale rimane nell'arcipelago delle Galápagos tutto l'anno. L'inizio della stagione degli amori varia di anno in anno anche se, generalmente, dura 16-40 settimane tra giugno e dicembre. La femmina partorisce, sulla spiaggia, un unico cucciolo dopo una gestazione di 11 mesi.

## Distribuzione e habitat
Questa specie vive sulle isole dell'arcipelago delle Galápagos e nelle coste dell'Ecuador dove una popolazione è stata introdotta.
Il leone marino delle Galapagos ama vivere sulle spiagge sabbiose o rocciose con un minimo di vegetazione, mentre gli piacciono le acque che sono fresche e ricche di cibo.

## Conservazione
La IUCN Red List classifica il leone marino delle Galápagos come specie in pericolo di estinzione.
Questa specie è protetta oltre che nelle isole Galapagos anche nell'Ecuadorian National Park.